# Viscariagruvan
Viscariagruvan, även kallad Viscaria koppargruva eller enbart Viscaria, är en tidigare koppargruva belägen strax väster om Kiruna i Lappland, Sverige. Gruvan ägs av Gruvaktiebolaget Viscaria (tidigare Copperstone Resources AB), som är inriktat på prospektering och gruvdrift av bas- och ädelmetaller.

## Geografiskt läge
Gruvan är belägen i ett område nära Kiruna, känt för rika järnmalmsfyndigheter men även för förekomster av koppar, guld och andra metaller. Den omgivande regionen har subarktiskt klimat och en aktiv rennäring, vilket spelar en roll i miljöprövningar och gruvplaner.

## Historik

### Tidigare drift
Viscaria togs i drift 1983 av gruvbolaget LKAB, som bröt kopparmalm i området fram till 1985. Därefter övertogs verksamheten av det finländska Outokumpu, som fortsatte brytningen fram till 1997. När kopparpriset sjönk i slutet av 1990-talet valde Outokumpu att lägga ner gruvan, och den kom därefter att stå vilande. Under driftperioden uppges sammanlagt 12–13 miljoner ton malm ha brutits, med en genomsnittlig kopparhalt på omkring 2–2,3 procent.

### Nytt intresse och ägarbyten
I början av 2000-talet steg kopparpriset, och det australiensiska bolaget Avalon Minerals (senare Sunstone Metals) visade intresse för att återöppna gruvan. År 2008 förvärvade företaget projektet från Outokumpu, men arbetet fördröjdes av finanskrisen 2008–2009 och den osäkerhet som följde i branschen.
Under åren 2019 övertog det svenska börsnoterade bolaget Copperstone Resources AB (som senare bytte namn till Gruvaktiebolaget Viscarie) Viscaria. Sunstone Metals erhöll inledningsvis en ägarandel i samband med transaktionen men avyttrade den helt under 2023.

## Återöppningsplaner
Gruvaktiebolaget Viscaria har genomfört kärnborrningar och geologiska studier för att uppdatera äldre data och klargöra förutsättningarna för en återstart. Bolaget har också genomfört miljökonsekvensutredningar i dialog med berörda myndigheter och lokalsamhälle, med  hänsyn till rennäring och eventuellt närliggande Natura 2000-områden.
Den 6 maj 2024 godkände Mark- och miljödomstolen vid Umeå tingsrätt en ansökan om tillstånd till gruvverksamhet i Viscaria, omfattande högst 3,6 miljoner ton malm per år. Beslutet omfattar krav på utsläppshantering, artskydd och åtgärder för att skydda rennäringen.